# Gare de Drulingen
Gare de Drulingen vasútállomás Franciaországban, Drulingen településen.

## Vasútvonalak
Az állomást az alábbi vasútvonalak érintik:
- Réding-Diemeringen-vasútvonal
- Lutzelbourg-Drulingen-vasútvonal

## Kapcsolódó állomások
A vasútállomáshoz az alábbi állomások vannak a legközelebb: